# Fornhöjden

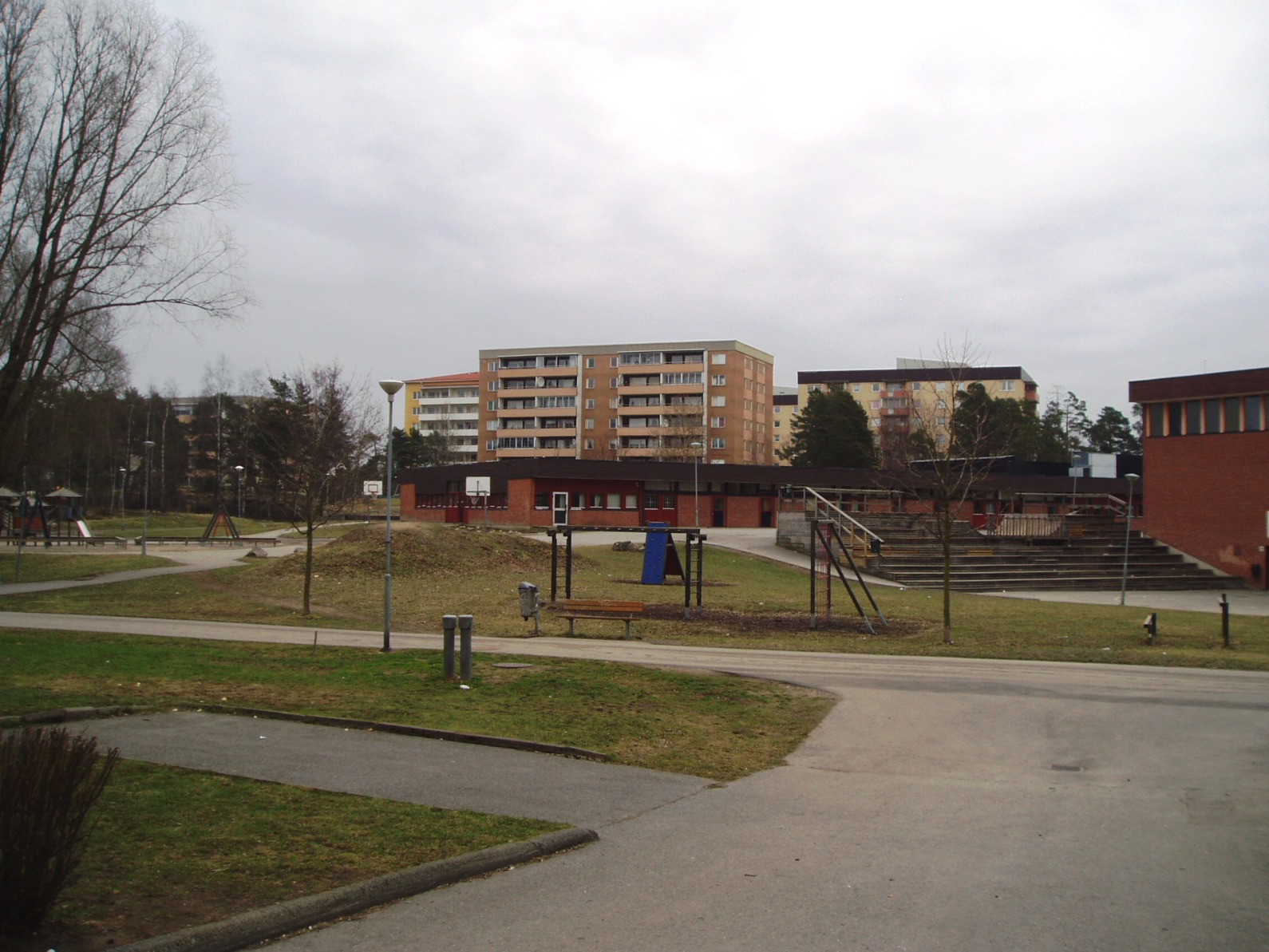
Fornhöjden i april 2009.

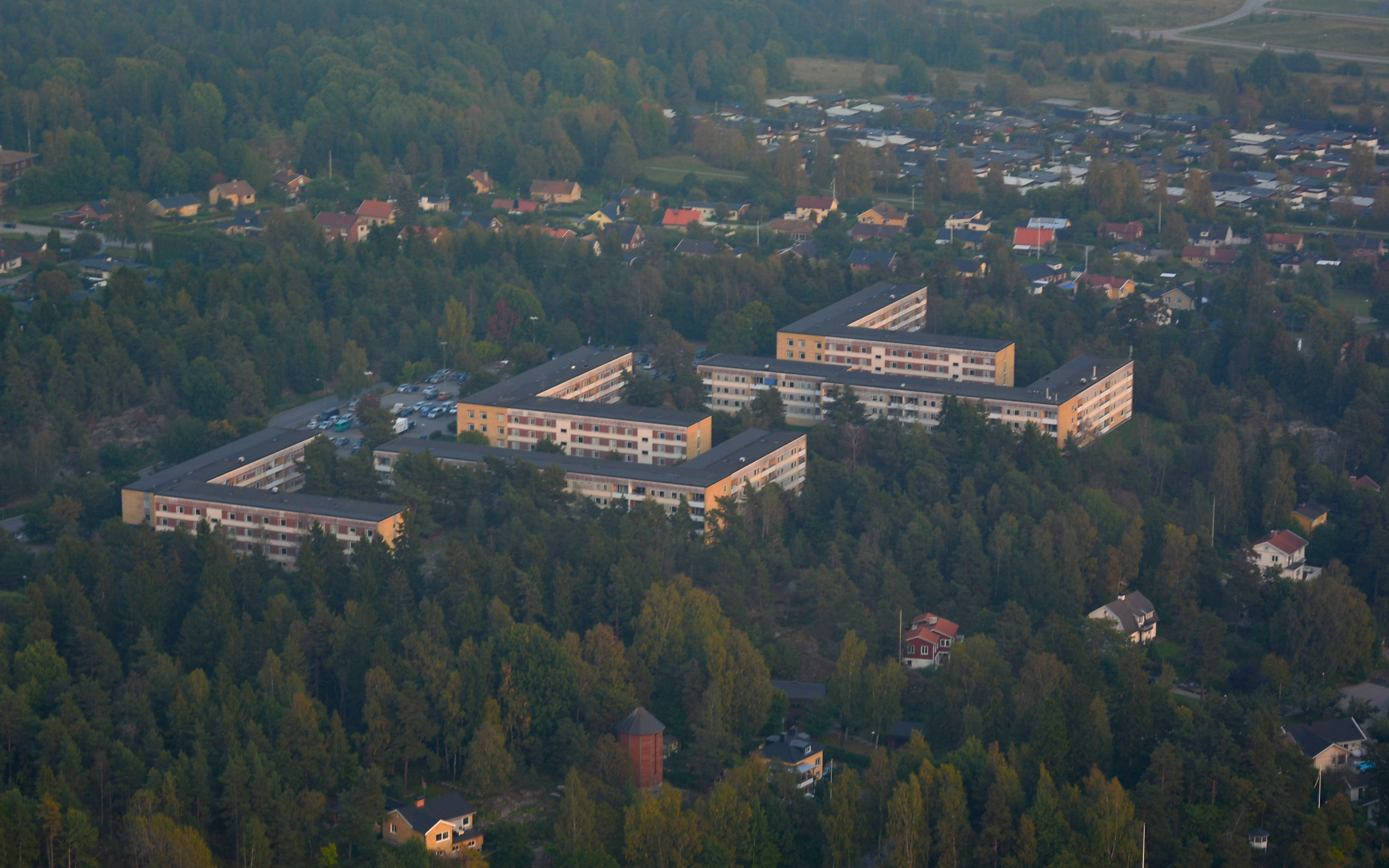
Gamla Fornhöjden (ej att förväxlas med Fornhöjden) från luften, september 2014.

Fornhöjden är en stadsdel i Södertälje som bebyggdes på 1970-talet.
Fastighetsbeståndet består av hyresrätter och bostadsrätter indelade i olika gårdssektioner. Folkmängden för Fornhöjden (exklusive Fornbacken och Gamla Fornhöjden) är cirka 2500 personer.
I Fornhöjden finns vårdcentral, fritidsgård, livsmedelsaffär, pizzeria, skola, särskola, fotbollsplan och odlingslotter.  
Förbindelser till Fornhöjden är busslinjerna 759 som trafikerar Astrabacken-Fornhöjden och 758.